# Підстрілка
Підстрі́лка (рос. Подстрелка) — селище у складі Новокузнецького району Кемеровської області, Росія. Входить до складу Кузедеєвського сільського поселення.

## Населення
Населення — 15 осіб (2010; 18 у 2002).
Національний склад (станом на 2002 рік):
- росіяни — 100 %